# Landkreis Esslingen
Landkreis Esslingen is een Landkreis in Baden-Württemberg. Op 31 december 2020 telde de Landkreis 533.617 inwoners op een oppervlakte van 641,49 km². Kreisstadt is de stad Esslingen am Neckar.

## Steden en gemeenten
| Steden | Gemeenten |
| --- | --- |
| 1. Aichtal 2. Esslingen am Neckar 3. Filderstadt 4. Kirchheim unter Teck 5. Leinfelden-Echterdingen 6. Neuffen 7. Nürtingen 8. Ostfildern 9. Owen 10. Plochingen 11. Weilheim an der Teck 12. Wendlingen am Neckar 13. Wernau (Neckar) | 1. Aichwald 2. Altbach 3. Altdorf 4. Altenriet 5. Baltmannsweiler 6. Bempflingen 7. Beuren 8. Bissingen an der Teck 9. Deizisau 10. Denkendorf 11. Dettingen unter Teck 12. Erkenbrechtsweiler 13. Frickenhausen 14. Großbettlingen 15. Hochdorf 16. Holzmaden 17. Kohlberg 18. Köngen 19. Lenningen 20. Lichtenwald 21. Neckartailfingen 22. Neckartenzlingen 23. Neidlingen 24. Neuhausen auf den Fildern 25. Notzingen 26. Oberboihingen 27. Ohmden 28. Reichenbach an der Fils 29. Schlaitdorf 30. Unterensingen 31. Wolfschlugen |

### Samenwerkingsverbanden
De samenwerkingsverbanden in het Landkreis hebben 2 verschillende namen, namelijk:
- Vereinbarte Verwaltungsgemeinschaften
- Gemeindeverwaltungsverbände

De lichtere van die twee is de Vereinbarte Verwaltungsgemeinschaft. Bij deze vorm van samenwerking worden de minimale wettelijke taken toebedeeld aan de 'vervullende gemeente'. De term 'vervullende gemeente' wil zeggen de gemeente die de wettelijke taken uitvoert voor het samenwerkingsverband.

De Verwaltungsgemeinschaften zijn:
- Kirchheim unter Teck (mit den Gemeinden Dettingen unter Teck, Kirchheim unter Teck, Notzingen)
- Neuffen (Beuren, Kohlberg, Neuffen)
- Nürtingen (Frickenhausen, Großbettlingen, Nürtingen, Oberboihingen, Unterensingen, Wolfschlugen)
- Weilheim an der Teck (Bissingen an der Teck, Holzmaden, Neidlingen, Ohmden, Weilheim an der Teck)

De Gemeindeverwaltungsverbände zijn:
- Lenningen (Erkenbrechtsweiler, Lenningen, Owen)
- Neckartenzlingen (Altdorf bei Nürtingen, Altenriet, Bempflingen, Neckartailfingen, Neckartenzlingen, Schlaitdorf)
- Plochingen (Altbach, Deizisau, Plochingen)
- Reichenbach an der Fils (Baltmannsweiler, Hochdorf bei Plochingen, Lichtenwald und Reichenbach an der Fils)
- Wendlingen am Neckar (Köngen, Wendlingen am Neckar)